# 阿尔布雷希特二世 (德意志国王)
阿尔布雷希特二世（德语：Albrecht II，1397年8月10日—1439年10月27日），哈布斯堡王朝奥地利大公（称阿尔布雷希特五世，1404年~1439年），匈牙利国王和波希米亚国王（1437年～1439年）。1438年他被选为罗马人的国王，但未能加冕為神圣罗马皇帝。
阿尔布雷希特二世是奥地利大公阿尔布雷希特四世之子，生于维也纳。他在1404年继承父亲的领地奥地利大公国（哈布斯堡家族的另一支统治着内奥地利）。在长大成人後，阿尔布雷希特积极支持卢森堡王朝神圣罗马皇帝西吉斯蒙德（同時為匈牙利和波希米亚國王）镇压胡斯运动。1422年，他与西吉斯蒙德的女儿和继承人伊丽莎白结婚。由于西吉斯蒙德没有男性子嗣，阿尔布雷希特因婚姻关系成为他在匈牙利和波希米亚的王位继承人。除了他妻子与匈牙利阿尔帕德王朝和波希米亚的古代王朝有血缘关系以外，阿尔布雷希特自己也是匈牙利国王贝拉四世的远房後裔，这就给他继承这两国的王位增添了依据。
1437年12月9日西吉斯蒙德在兹诺伊莫病故前，阿尔布雷希特与他的宰相卡斯帕尔·施利克指控皇后（即他的岳母）芭芭拉图谋反对西吉斯蒙德，并很快因此将她转移到布拉迪斯拉发城堡的监狱，迫使她放弃嫁妆在内的大量财产。
在西吉斯蒙德于1437年去世后，阿尔布雷希特在次年1月1日加冕为匈牙利国王，6月29日又加冕为波希米亚国王。1438年3月18日，选帝侯在法兰克福选举他为罗马人的国王（称阿尔布雷希特二世），这意味着他有机会成为神聖羅馬皇帝。
阿尔布雷希特二世的权力局限于奥地利和匈牙利。他企图在波希米亚进一步扑灭胡斯运动，但那里的胡斯派仍拥有强大力量。阿尔布雷希特二世被圣杯派的领袖波杰布拉德的伊日打败，此後他不再试图控制波希米亚。
1439年，阿尔布雷希特二世颁布了著名的美因茨国事诏书。这份诏书是皇帝与教皇之间的一个初步协定，旨在使德国基督教会受皇帝影响，并推迟对教会的进一步改革。
1439年奥斯曼帝国苏丹穆拉德二世派军队入侵匈牙利。10月27日，阿尔布雷希特二世在抵抗入侵的战争中死于匈牙利境内的奈斯梅伊。他留下一名遺腹子拉迪斯勞斯。拉迪斯勞斯出生後繼承了奧地利和波希米亞，匈牙利贵族则选举波兰国王瓦迪斯瓦夫三世为国王。1440年2月2日，选帝侯们一致选举他的堂弟、奥地利公爵腓特烈五世为罗马人的国王。

## 资料来源
- 本条目包含来自公有领域出版物的文本: Chisholm, Hugh (编).  (第11版). London: Cambridge University Press. 1911.

| 阿尔布雷希特二世 (德意志国王) 哈布斯堡王朝 出生于：1397年8月10日逝世於：1439年10月27日 | 阿尔布雷希特二世 (德意志国王) 哈布斯堡王朝 出生于：1397年8月10日逝世於：1439年10月27日 | 阿尔布雷希特二世 (德意志国王) 哈布斯堡王朝 出生于：1397年8月10日逝世於：1439年10月27日 |
| 統治者頭銜                                                                             | 統治者頭銜                                                                             | 統治者頭銜                                                                             |
| -------------------------------------------------------------------------------------- | -------------------------------------------------------------------------------------- | -------------------------------------------------------------------------------------- |
| 前任者： 西吉斯蒙德                                                                    | 匈牙利國王及克羅地亞國王 1437年–1439年                                                 | 繼任者： 拉斯洛五世                                                                    |
| 前任者： 西吉斯蒙德                                                                    | 匈牙利國王及克羅地亞國王 1437年–1439年                                                 | 繼任者： 瓦迪斯瓦夫一世                                                                |
| 前任者： 西吉斯蒙德                                                                    | 羅馬人民的國王 1438年–1439年                                                           | 繼任者： 腓特烈三世                                                                    |
| 前任者： 西吉斯蒙德                                                                    | 波希米亞國王 1438年–1439年                                                             | 空缺下一位持有相同頭銜者：拉斯洛                                                       |
| 前任者： 阿爾布雷希特四世                                                              | 奧地利大公 1404年–1439年                                                               | 空缺下一位持有相同頭銜者：拉斯洛                                                       |